# 天船六
英仙座48，又名BD+47 939，HD 25940、SAO 39336、HR 1273，是英仙座的一颗恒星，视星等为4.04，位于銀經153.65，銀緯-3.04，其B1900.0坐标为赤經4h 1m 23.9s，赤緯+47° -3.04′ 44″。